# Андерссон, Отто
Отто Аугу́ст А́ндерссон (швед. Otto August Andersson; 7 мая 1910 — 11 августа 1977) — шведский футболист, играл на позиции защитника. Участник чемпионата мира 1934 года и летних Олимпийских игр 1936 года.

## Биография

### Клубная карьера
Всю футбольную карьеру, насчитывающую шесть сезонов, играл только за «Эргрюте», но с этой командой не выигрывал никаких трофеев.

### Карьера в сборной
Дебютировал за сборную Швеции 10 июня 1932 года в матче со сборной Финляндии — Швеция выиграла матч со счётом 3:1.
В составе сборной Швеции принимал участие на чемпионате мира 1934 года, но на поле так и не вышел. Принимал участие на олимпийском футбольном турнире 1936 года, где сыграл в матче со сборной Японии (2:3). Всего за сборную Швеции сыграл 15 матчей.

### Смерть
Скончался 11 августа 1977 года в возрасте 67 лет.